# Leopold Richter (Fußballspieler)
Friedrich Hermann Leopold Richter (* 22. Mai 1885 in Dresden; † 3. August 1941) war ein deutscher Fußballspieler.

## Karriere

### Vereine
Richter gehörte dem Dresdner SC an, für den er von 1901 bis 1906 in den vom Verband Mitteldeutscher Ballspiel-Vereine organisierten Meisterschaften zum Einsatz kam. Nach den regionalen Meisterschaften, zunächst im Gau Dresden, ab der Saison 1902/03 im Gau Ostsachsen, erreichte er auch jedes Mal das Endspiel um die Mitteldeutsche Meisterschaft, das er mit seinem Verein allerdings nur am 21. April 1905 in Leipzig gegen den Halleschen Fußballclub von 1896 mit 3:2 gewann.
Die Endspiele von 1902 und 1903 wurden gegen die Leipziger Konkurrenz (FC Wacker Leipzig und VfB Leipzig) verloren; die Endspiele von 1904 und 1906 – jeweils gegen den VfB Leipzig – nicht ausgetragen und vom Dresdner SC nicht angetreten.
Studium bedingt nach Leipzig umgezogen, schloss er sich dem VfB Leipzig an, für den er allerdings nur die Saison 1906/07 spielte, diese jedoch mit zwei regionalen Meisterschaften abschloss.
Aufgrund des Gewinns der Mitteldeutschen Meisterschaften nahm er infolgedessen auch an den jeweiligen Endrunden um die Deutsche Meisterschaft teil. Zunächst bestritt er das am 28. Mai 1905 in Berlin mit 5:3 gegen den Fußball-Club Victoria von 1895 aus Hamburg gewonnene Viertelfinale anschließend das am 4. Juni 1905 in Leipzig mit 2:5 gegen den späteren Meister BTuFC Union 92 verlorene Halbfinale. Sein letztes Endrundenspiel bestritt er am 12. Mai 1907 in Nürnberg, das mit 2:3 im Halbfinale gegen den späteren Meister Freiburger FC verloren wurde. Dabei erzielte er mit dem Anschlusstreffer in der 90. Minute sein einziges Tor in diesem Wettbewerb.

### Auswahl-/Nationalmannschaft

Leopold Richter (links)
und Mitspieler, die den Kronprinzenpokal 1909 gewannen.

Als Spieler der Auswahlmannschaft des Verbandes Mitteldeutscher Ballspiel-Vereine nahm er am Wettbewerb um den Kronprinzenpokal teil. Nach Siegen im Viertel- und Halbfinale gewann er das am 18. April 1909 in Berlin erstmals ausgetragene Finale eines deutschen Fußball-Pokalwettbewerbs gegen die Auswahlmannschaft des Verbandes Berliner Ballspielvereine mit 3:1.
Sein einziges Länderspiel für die A-Nationalmannschaft bestritt er am 4. April 1909 in Budapest beim 3:3-Unentschieden gegen die Nationalmannschaft Ungarns. Eine erlittene schwere Knieverletzung ließ keine weiteren Länderspiele zu, sodass er seine aktive Karriere als Fußballspieler beenden musste.

## Erfolge
- Kronprinzenpokal-Sieger 1909
- Mitteldeutscher Meister 1905, 1907
- Gaumeister Nordwestsachsen 1907
- Gaumeister Ostsachsen 1903, 1904, 1905, 1906,
- Gaumeister Dresden 1902